# Didelotia brevipaniculata
Didelotia brevipaniculata är en ärtväxtart som beskrevs av J.Leonard. Didelotia brevipaniculata ingår i släktet Didelotia och familjen ärtväxter. Inga underarter finns listade i Catalogue of Life.